# 2. Gebirgs-Division (Wehrmacht)
Die 2. Gebirgs-Division war ein vor dem Zweiten Weltkrieg aufgestellter Großverband der Gebirgstruppe der deutschen Wehrmacht.

## Geschichte

### Aufstellung
Die Division wurde ab dem 1. April 1938 in Innsbruck aus Einheiten der 6. Division des früheren österreichischen Bundesheeres gebildet.
Hierbei wurden folgende Einheiten aufgestellt:
- Gebirgsjäger-Regiment 136 (Friedensgarnison Innsbruck)
- Gebirgsjäger-Regiment 137 (Friedensgarnison Linz)
- Gebirgs-Artillerie-Regiment 111 (Friedensgarnison Hall)
- Aufklärungs-Abteilung 111 (kurzzeitig bei Aufstellung 11)
- Panzer-Abwehr-Abteilung 47
- Gebirgs-Pionier-Bataillon 82
- Divisionstruppen Nr. 67

Die Division wurde am 26. August 1939 mobilisiert und in Vorbereitung für den Angriffskriegs gegen Polen in den zugewiesenen Bereitstellungsraum verlegt. Hierbei war der Verband der Heeresgruppe Süd zugeteilt.

### Polenfeldzug
Während der Kämpfe in Polen verzeichnete die Division ihre ersten Kriegstoten.

### Verlegung an den Westwall
Im Dezember 1939 wurde der Verband als Reserve der 16. Armee bei der Heeresgruppe A an den Niederrhein verlegt.
Hier stand sie im Raum St. Goar zur Sicherung der Front gegen Frankreich.

### Unternehmen Weserübung
Im März 1940 wurde die Division für das Unternehmen Weserübung, den Angriff auf Dänemark und Norwegen, dem XXI. (21.) Armee-Korps unterstellt. Das Korps galt beim Einsatz in Norwegen per Führerbefehl als Armee-Gruppe XXI und war unmittelbar dem Oberkommando der Wehrmacht unterstellt.
Die 2. Gebirgs-Division stieß im Rahmen der Operation von Mai 1940 bis Juli aus dem Raum Namsos (Norwegen) kommend entlang der Küstenlinie nach Nordosten in Richtung Narvik vor. Ab Juni war die Division zusammen mit der 3. Gebirgs-Division und weiteren Einheiten Teil des am 15. Juni formierten Gebirgskorps Norwegen.
Die Führung des Korps und damit der Divisionen übernahm ab Januar 1941 das im Dezember neu gebildete Armeeoberkommando Norwegen.

### Besatzungstruppe in Norwegen
Als Teil der Armee Norwegen und des Gebirgs-Korps nahm im Jahr 1941 die Division an Einsätzen Norwegen und Lappland teil und erfüllte Besatzungsaufgaben.

### Unternehmen Barbarossa
Ab Juni 1941 war die Division im Rahmen des Deutsch-Sowjetischen Krieges am erfolglosen Durchbruchsversuch nach Murmansk (Unternehmen Silberfuchs) beteiligt. Sie griff zunächst aus dem Raum Parkkina die sowjetischen Grenzstellungen bei Kuosmaivi an, dann folgten Stellungskämpfe auf der Fischerhalbinsel. Von Juli 1942 bis Oktober 1944 war die Division weiter an der Murmansk-Front eingesetzt.

### Rückzug aus Finnland
Anschließend zog sich die Division in Abwehr- und Absetzkämpfen zur norwegischen Grenze zurück.

### Verlegung nach Dänemark
Aus Norwegen kam die Division dann nach Dänemark.

### Verlegung an die Westfront
An der  Westfront kam der Verband ab Januar 1945 im Oberelsaß, dann im Raum südlich von Trier und im Gebiet bei Philippsburg – Heilbronn zum Einsatz.

### Kapitulation
Die Reste der Division kapitulierten schließlich in Tirol.

## Führung

### Kommandeure
- Generalleutnant Valentin Feurstein – 1. April 1938 bis 4. März 1941
- Generalleutnant Ernst Schlemmer – 4. März 1941 bis 2. März 1942
- Generalleutnant Georg Ritter von Hengl – 2. März 1942 bis 23. Oktober 1943
- Generalleutnant Hans Degen – 1. November 1943 bis 6. Februar 1945
- Oberst Roschmann – 6. bis 9. Februar 1945
- Generalleutnant Willibald Utz – 9. Februar 1945 bis zur Kapitulation

### Ia Generalstabs-Offiziere (Operationsplanung)
- Oberstleutnant Hans Degen – 10. November 1938 bis 15. Oktober 1939
- Oberst Eduard Zorn – 15. Oktober 1939 bis 8. Jänner 1943
- Oberstleutnant Erwin Fussenegger – 8. Januar bis 14. Oktober 1943
- Major Franz Steinhart-Hantken – 14. Oktober 1943 bis 1. Jänner 1944
- Oberstleutnant Hans Roschmann – 1. Januar 1944 bis 15. Februar 1945
- Major Claus Becker – 15. Februar bis März 1945
- Major Hermann Conrad – März bis Mai 1945

## Gliederung
| 1939 - Gebirgsjäger-Regiment 136 - Gebirgsjäger-Regiment 137 - Gebirgs-Artillerie-Regiment 111 - Aufklärungs-Abteilung 11 - Gebirgs-Panzerabwehr-Abteilung 47 - Gebirgs-Pionier-Bataillon 82 - Gebirgs-Divisions-Nachrichten-Abteilung 67 - Gebirgs-Divisions-Nachschubführer 67 - Gebirgs-Tragtier-Kompanie 67 | 1944 - Gebirgsjäger-Regiment 136 - Gebirgsjäger-Regiment 137 - Gebirgs-Artillerie-Regiment 111 - Aufklärungs-Abteilung 67 - Gebirgs-Panzerjäger-Abteilung 55 - Gebirges-Pionier-Bataillon 82 - Gebirgs-Divisions-Nachrichten-Abteilung 67 - Gebirgs-Divisions-Nachschubführer 67 |

## Bekannte Divisionsangehörige
- Erwin Fussenegger (1908–1986), war als General der Infanterie der erste Generaltruppeninspektor des Bundesheeres der Zweiten Republik Österreich
- Klaus Hornig (1907–1997), war ein deutscher Polizeioffizier und Jurist, der wegen angeblicher Wehrkraftzersetzung im Konzentrationslager Buchenwald inhaftiert war
- Wilhelm Heß (1907–1997), war von 1962 bis 1968 als Generalmajor des Heeres der Bundeswehr Befehlshaber im Wehrbereich VI
- Walter Hummelberger (1913–1995), war ein österreichischer Historiker und bedeutender Waffenkundler
- Karl Lütgendorf (1914–1981), war von 1971 bis 1977 österreichischer Verteidigungsminister
- Albin Nake (1888–1947), österreichischer Kommandeur des Gebirgsjäger-Regiments 136, später Generalleutnant
- Hans Riedl (1919–2007), war als Generalleutnant des Österreichischen Bundesheeres von 1978 bis 1982 Militärkommandant von Salzburg
- Karl Ruef (1916–2009), Zugsführer in der Division, später Oberst des österreichischen Bundesheeres
- Ludwig Steiner (1922–2015), war ein österreichischer Diplomat und Politiker, der für die ÖVP im Nationalrat saß